# Ernst-Wolfgang Böckenförde
Ernst-Wolfgang Böckenförde (1930 - 2019) est un juriste et constitutionnaliste allemand.
Il fut professeur de droit à l'université de Fribourg et juge à la Cour constitutionnelle allemande.

## Biographie
Ernst-Wolfgang Böckenförde est né le 19 septembre 1930 et mort le 24 février 2019.
À la fois docteur en droit et en histoire, il devint professeur en 1964.

## Idées constitutionnelles
Böckenförde est considéré comme l'un des plus grands juristes de la seconde moitié du XXe siècle.
Catholique, inspiré tant par Carl Schmitt que par Joachim Ritter, il a écrit essentiellement sur l'État et la démocratie. Il est également un penseur de la théologie politique.
Sa thèse est que l’État sécularisé vit de présupposés qu'il est incapable de garantir,. La démocratie repose sur le respect de certains devoirs par tous les citoyens. L'État de droit démocratique peut sanctionner le non-respect des devoirs juridiques, mais il ne peut pas présupposer l'observation de « devoirs de vertu », comme par exemple la politesse ou le respect, dans quel cas il se verrait qualifié d'illibéral, et par conséquent d'antidémocratique.

## Distinctions

### Décoration
Il est Commandeur de l'Ordre de Saint-Grégoire-le-Grand et a reçu l'Ordre du Mérite de la République fédérale d'Allemagne.

### Honneurs
Il est docteur honoris causa des universités de Bochum (1999), Tübingen (2005), Bâle (1987), Bielefeld (1999) et Münster (2001).

## Publications
Ernst-Wolfgang Böckenförde est l'auteur de plus d'une quarantaine d'ouvrages.